# Іст-Лінн (Міссурі)
Іст-Лінн (англ. East Lynne) — місто (англ. city) в США, в окрузі Кесс штату Міссурі. Населення — 294 особи (2020).

## Географія
Іст-Лінн розташований за координатами 38°40′6″ пн. ш. 94°13′51″ зх. д. / 38.66833° пн. ш. 94.23083° зх. д. (38.668208, -94.230698).  За даними Бюро перепису населення США в 2010 році місто мало площу 0,84 км², уся площа — суходіл.

## Демографія
Згідно з переписом 2010 року, у місті мешкали 303 особи в 107 домогосподарствах у складі 75 родин. Густота населення становила 359 осіб/км².  Було 115 помешкань (136/км²).
Расовий склад населення:
| - 97,4 % — білих - 0,3 % — корінних американців - 0,3 % — чорних або афроамериканців |

До двох чи більше рас належало 2,0 %. Частка іспаномовних становила 1,7 % від усіх жителів.
За віковим діапазоном населення розподілялося таким чином: 32,3 % — особи молодші 18 років, 54,5 % — особи у віці 18—64 років, 13,2 % — особи у віці 65 років та старші. Медіана віку мешканця становила 31,9 року. На 100 осіб жіночої статі у місті припадало 113,4 чоловіків;  на 100 жінок у віці від 18 років та старших — 97,1 чоловіків також старших 18 років.
Середній дохід на одне домашнє господарство  становив 39 724 долари США (медіана — 30 000), а середній дохід на одну сім'ю — 38 322 долари (медіана — 26 875). За межею бідності перебувало 27,4 % осіб, у тому числі 48,6 % дітей у віці до 18 років та 5,7 % осіб у віці 65 років та старших.
Цивільне працевлаштоване населення становило 95 осіб. Основні галузі зайнятості: роздрібна торгівля — 32,6 %, будівництво — 15,8 %, освіта, охорона здоров'я та соціальна допомога — 14,7 %.